# Ladislav Dydek
Ladislav Dydek (27. května 1919 Brno – 6. září 2006 Toscolano Maderno, Itálie) byl český malíř, grafik a typograf.

## Život
Studoval na škole uměleckých řemesel v Brně a na AVU v Praze (1945–47). Maloval zprvu plošná zátiší a portréty, ve kterých se projevoval silný cit pro barvu. Zajímaly ho moderní světové umělecké směry, zvl. fauvismus, odmítal tvořit ve stylu socialistického realismu a již od 50. let se orientoval na abstraktní umění (lyrická abstrakce). V roce 1955 se zúčastnil výstavy „Jedenácti“ v Arsu, kde kromě něj vystavovali i Robert Piesen, Richard Fremund, Karel Vysušil a další. Výstava, kterou zahajoval František Dvořák, byla oficiální kritikou odsouzena pro „formalismus“. V roce 1957 založil Ladislav Dydek Skupinu Máj 57, v níž kolem sebe soustředil malíře stejných uměleckých názorů – Roberta Piesena, Richarda Fremunda, Jitku Kolínskou, Andreje Bělocvětova, Jiřího Martina a další. Většina těchto umělců vystavovala již na výstavě „Jedenácti“. Koncem 50. let byl členem Skupiny G.
V 60. letech se vedle malby Dydek věnoval tvorbě filmových plakátů a knižní grafice. Roku 1969 emigroval a usadil se v severní Itálii u Gardského jezera. V Itálii dále rozvíjel abstraktní malbu, ovlivněnou surrealismem, ve které měla hlavní roli barva, charakteristická je barevná vyváženost jeho obrazů. Vytvářel i barevné vitráže a mozaiky.
Jeho díla jsou kromě českých sbírek hlavně v Itálii, Švýcarsku a Německu. Od roku 1995 bylo Dydkovo dílo instalováno ve Florencii jako stálá expozice. Dydkovým přítelem byl karmelitánský kněz Angelo Ferruccio Coan, který získal velký soubor jeho obrazů, který byl v posledních letech přenesen do klášterního komplexu v San Felice del Benaco, na břehu Gardského jezera, poblíže místa, kde žil.

## Sbírky a výstavy

### Zastoupení ve sbírkách
- Národní galerie v Praze
- Galerie hlavního města Prahy
- Galerie moderního umění v Hradci Králové
- Galerie moderního umění v Roudnici nad Labem
- Galerie výtvarného umění v Chebu
- Alšova jihočeská galerie v Hluboké nad Vltavou
- Galerie Klatovy/Klenová
- Galerie výtvarného umění v Ostravě
- Muzeum umění Olomouc
- Krajská galerie výtvarného umění ve Zlíně
- Oblastní galerie v Liberci
- Památník národního písemnictví
- Fondacione Angelo Ferruccio Coan, San Felice del Benaco

### Samostatné výstavy (výběr)
- 1957 Galerie mladých Praha
- 1958 Galerie V. Špály Praha
- 1962 Galerie V. Špály Praha. Tato výstava byla policejně uzavřena a znovu otevřena až po změně názvu některých obrazů.
- 1972, 1973, 1976, 1978 Galleria d´arte „Nuovo spazio 2“ Benátky
- 2002 Ladislav Dydek – Kresby, Rotterdam, České centrum Haag
- 2013 L'Associazione "I CercAntico", Palazzo Gonzaga a Maderno[9]
- Od 70. let další výstavy v Bergamu, Curychu, Monaku, Miláně, Vídni, v Československu až 2005 velká souhrnná výstava na zámku v Mikulově.

### Skupinové výstavy
- 1957, 1958, 1964 Skupina Máj 57, Praha
- 1957 Nostra internazzionale del Manifeste Milán
- 1962 Designi per i manifesti Livorno
- 1969 Contemporary Czechoslovakian Art Chicago
- 1971 Galleria Il tragbetto Benátky
- 1973, 1975 Galleria Nuovo Spacio, Folgaria
- 1975 Galeria Krause Curych
- 1999 Umění zrychleného času Praha, Cheb
- 2002 Svět hvězd a iluzí, český filmový plakát 20. století, Moravská galerie Brno
- 2003 Svět hvězd a iluzí, Mánes Praha
- 2003 Svět hvězd a iluzí, Czech Centre Londýn
- 2003 Umění je abstrakce, Uměleckoprůmyslové muzeum Brno
- 2003 Umění je abstrakce. Salon Kabinet Olomouc
- 2004 Svět hvězd a iluzí, České kulturní centrum Bratislava
- 2004 Svět hvězd a iluzí, generální konzulát České republiky Los Angeles
- 2004 Svět hvězd a iluzí, generální konzulát České republiky Hongkong
- 2005 Svět hvězd a iluzí, Galerie umění Karlovy Vary
- 2007 Skupina Máj 57, Pražský hrad

Podrobněji viz

#### Katalogy
- Ladislav Dydek, Dvořák F, kat. 14 s., ČFVU Praha 1957
- Ladislav Dydek: Obrazy a grafika 1957–1958, Chlupáč M, kat. 16 s., ČFVU Praha 1958
- Ladislav Dydek: Třetí souborná výstava, Hlaváček Z, kat. 20 s., ČFVU Praha 1963
- Ladislav Dydek, Galleria d'arte, Nuovo Spazio 2., Venice 1975
- Ladislav Dydek: I dipinti 1973–1989, Marchiori G, Mariano E, Sala A, Sanders R., Vynal S, kat. 48 s., vydavatel neuveden, 1989